# Lobulia stellaris
Lobulia stellaris är en ödleart som beskrevs av  Allen E. Greer ALLISON och COGGER 2005. Lobulia stellaris ingår i släktet Lobulia och familjen skinkar. Inga underarter finns listade i Catalogue of Life.